# Ministerrat von Äthiopien
Der Ministerrat (amharisch የሚኒስትሮች ምክር ቤት, transkribiert Ye ministeroch meker bét) ist eine politische Institution Äthiopiens, die von der Verfassung der Demokratischen Bundesrepublik Äthiopien aus dem Jahr 1995 etabliert wurde. Seit 2018 besteht er aus dem Kabinett Ahmed.
Es bekleidet mit dem Ministerpräsidenten die obersten exekutiven Gewalten der Bundesregierung (Artikel 72, Absatz 1 der Verfassung), seine Mitglieder sind gemeinsam vor dem Volksrepräsentantenhaus verantwortlich (Art. 72, Abs. 2). Der Ministerrat besteht aus dem Ministerpräsidenten, dem Vize-Ministerpräsidenten, aus den einzelnen Ministern und eventuell aus anderen Ministern, welche im Rahmen des Gesetzes (Art. 76, Abs. 2) designiert werden. Alle Nominierungen müssen von Volksrepräsentantenhaus angenommen werden (Art. 55, Abs. 13); als Konsequenz daraus muss, sobald der Zusammenschluss des Ministerrats die Mehrheit im Volksrepräsentantenhaus verliert, der Ministerrat aufgelöst werden (Art. 60, Abs. 2). 
Der Ministerrat ist nach Artikel 72 Absatz 2 der Verfassung zudem auch vor dem Ministerpräsidenten verantwortlich. Der Letztere ist der Präsident und der Repräsentant des Ministerrates, von dem er die Aktivitäten koordiniert (Art. 74, Abs. 4). Anderweitig müssen die Gesetzesinitiativen, die politischen Aktivitäten, die Reglementierungen, die Direktiven und andere Entscheidungen, welche vom Ministerrat verabschiedet werden, vom Ministerpräsidenten überwacht werden (Art. 74, Abs. 5).